# Rocas arcillosas

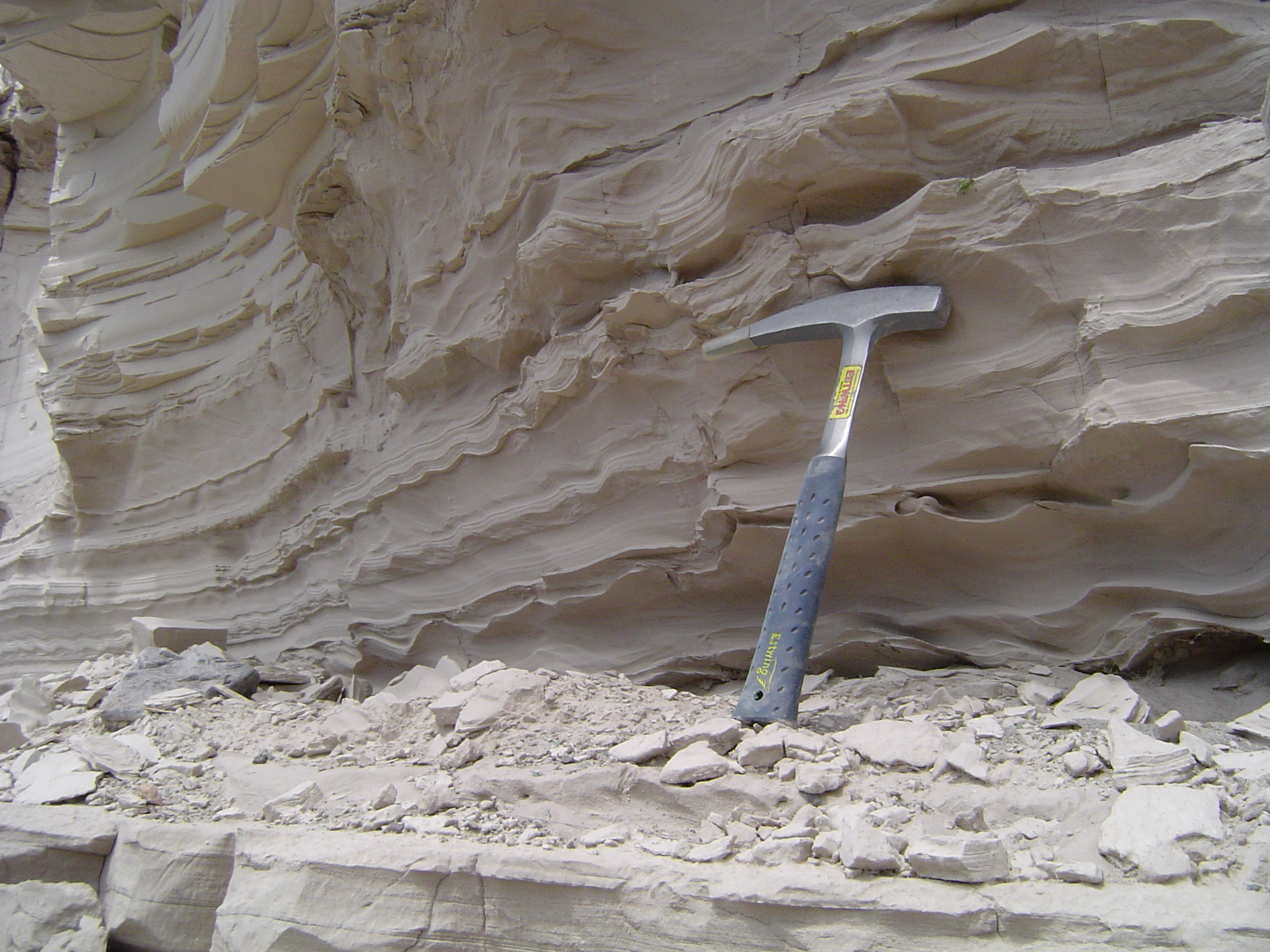
Roca arcillosa en el lago Missoula (Montana, EE. UU.)

Las rocas arcillosas (o también rocas de fango; a partir del término inglés "mudrock") son una clase de rocas sedimentarias clásticas granulares, entre las que se incluyen arcillolitas, fangolitas, limolitas, lutitas, esquistos arcillosos y pizarras. La mayoría de las partículas que componen estas rocas son menores que 1/16 de milímetro (0,1 mm) y resultan demasiado pequeñas para estudiarlas fácilmente en el campo. A primera vista, estos distintos tipos de rocas pueden parecer bastante similares, aunque existen diferencias importantes en su composición y nomenclatura.
No existe un acuerdo unánime en relación con la clasificación de las rocas arcillosas. Algunos obstáculos importantes para disponer de una clasificación unificada son los siguientes:
1. Son las menos estudiadas y peor comprendidas entre las rocas sedimentarias hasta la fecha.
2. El estudio de las partículas que las constituyen es difícil debido a su reducido tamaño y a su susceptibilidad a la meteorización en los afloramientos rocosos.
3. Y lo más importante, distintos científicos aceptan más de un esquema de clasificación.

Las rocas arcillosas constituyen el 50% de las rocas sedimentarias en el registro geológico y son fácilmente los depósitos más extendidos en la Tierra. Los sedimentos finos son el producto más abundante de la erosión, lo que contribuye a la omnipresencia general de este tipo de rocas. Con el aumento de la presión a lo largo del tiempo, los minerales que forman la arcilla pueden alinearse tomando la apariencia de capas paralelas (fisibles). Este material finamente estratificado que se divide fácilmente en capas delgadas se denomina “esquisto arcilloso”, a diferencia de las “fangolitas”. La falta de fisibilidad o estratificación en las fangolitas puede deberse a su textura original o a la alteración del proceso de estratificación por parte de organismos excavadores presentes en los sedimentos antes de producirse la litificación.
Desde el comienzo de la civilización, cuando la cerámica y los adobes se fabricaban a mano, hasta ahora, los materiales arcillosos han sido importantes en distintas actividades. Sin embargo, el primer libro sobre rocas arcillosas, el "Geologie des Argils" (Geología de las Arcillas) de Millot, no se publicó hasta 1964. Por el contrario, los paleontólogos entendieron su importancia a partir del descubrimiento en 1909 del yacimiento fosilífero de los esquistos de Burgess en Canadá; y también han sido objeto de estudios científicos por parte de ingenieros y de geólogos debido a su relación con los yacimientos de petróleo. La literatura sobre este tipo de roca omnipresente ha aumentado en los últimos años, y los continuos avances tecnológicos han permitido disponer de mejores análisis cada vez.

## Nomenclatura

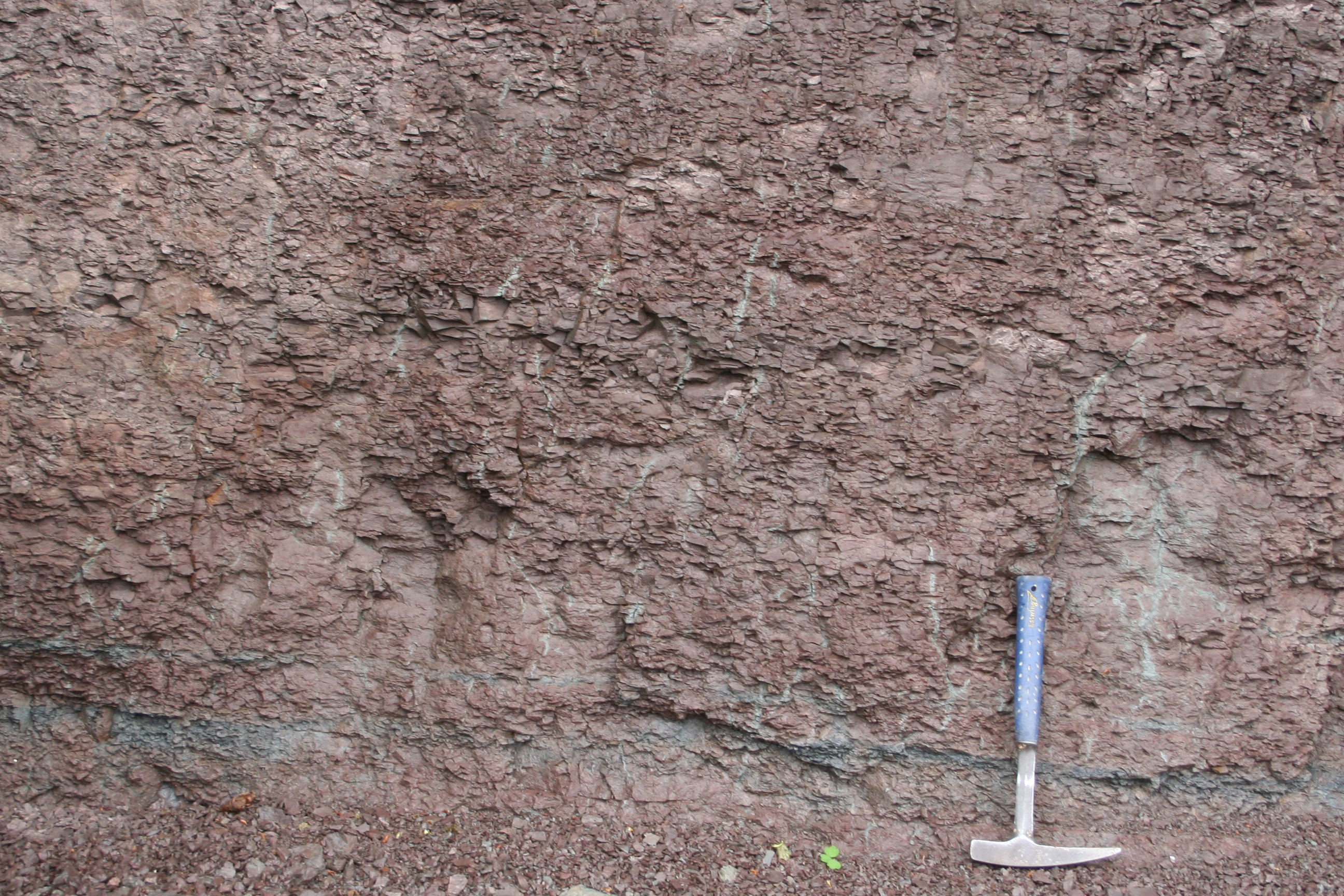
Roca arcillosa roja en la Formación Ragged Reef (periodo Pensilvánico), cuenca de Cumberland, Nueva Escocia

Por definición, las rocas arcillosas contienen al menos un cincuenta por ciento de partículas finas. Específicamente, se componen de partículas limosas, comprendidas entre 1/16 y 1/256 ((1/16)2) de milímetro de diámetro; y partículas arcillosas, que tienen menos de 1/256 de milímetro.
Contienen principalmente minerales arcillosos, cuarzo y feldespato. También pueden contener las siguientes partículas con tamaños de menos de 63 micrómetros: calcita, dolomita, siderita, pirita, marcasita, minerales pesados e incluso carbono orgánico.
Hay varios sinónimos para las rocas silicoclásticas de grano fino que contienen el cincuenta por ciento o más de sus constituyentes menos de 1/256 de milímetro. Fangolitas, esquistos arcillosos, lutitas y argilitas son nombres comunes o genéricos, aunque la denominación roca arcillosa se ha convertido progresivamente en la terminología más utilizada por los geólogos en las publicaciones sobre materiales sedimentarios.
El término roca arcillosa permite subdivisiones adicionales como  arcillolita, fangolita, limolita y esquisto arcilloso. Por ejemplo, una limolita está compuesta por más del 50 por ciento de partículas de tamaño comprendido entre 1/16 y 1/256 de milímetro. "Esquisto arcilloso" denota fisibilidad, lo que implica la capacidad de dividirse fácilmente o romperse en paralelo a la estratificación. Las denominaciones limolita, fangolita y arcillolita implican detritos litificados o endurecidos sin fisibilidad.
En general, rocas arcillosas puede ser un término calificativo más útil, porque permite dividir las rocas por su mayor contenido de granos contribuyentes según su tamaño, ya sea arcilloso, fangoso o limoso.
| Tipo               | Tamaño de grano mínimo | Tamaño de grano máximo |
| ------------------ | ---------------------- | ---------------------- |
| Arcillolita        | 0 μm                   | 4 μm                   |
| Fangolita          | 0 μm                   | 64 μm                  |
| Limolita           | 4 μm                   | 64 μm                  |
| Esquisto arcilloso | 0 μm                   | 64 μm                  |
| Pizarra            | na                     | na                     |

### Arcillolita

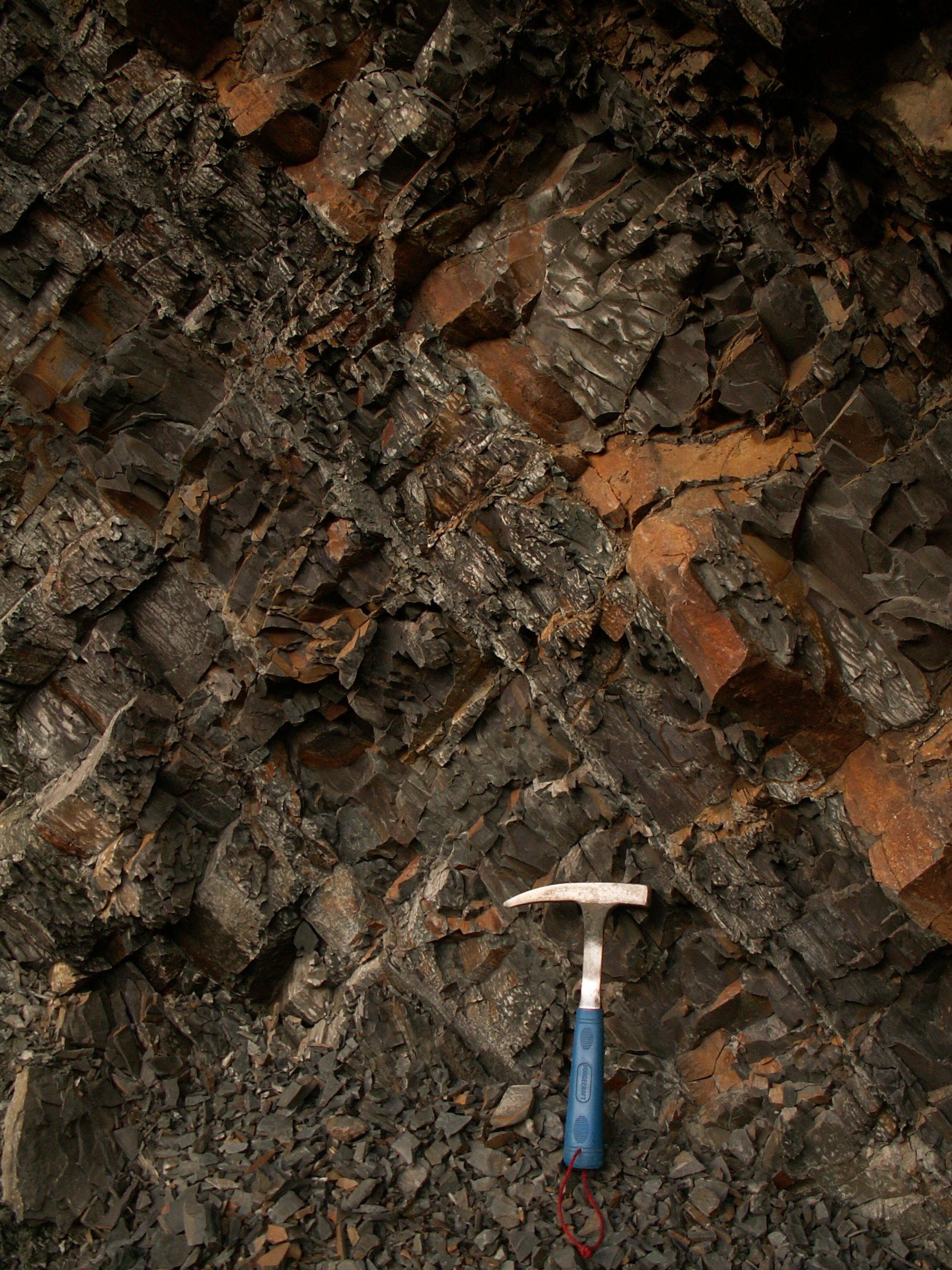
Arcillolita en Eslovaquia

Una arcillolita (piedra arcillosa) es una roca de barro litificada y no escindible. Para que una roca se considere arcillosa, debe consistir en al menos un cincuenta por ciento de arcilla (materiales silíceos), y cuyas partículas miden menos de 1/256 de milímetro. Los minerales de la arcilla son parte integral de estas rocas y representan el primer o segundo constituyente más abundante por volumen. Mezcladas con agua, forman lodos cohesivos y plásticos, o incluso capaces de fluir. Los minerales de arcilla suelen ser de grano muy fino y representan las partículas más pequeñas reconocidas en las rocas arcillosas. Sin embargo, el cuarzo, el feldespato, los óxidos de hierro y los carbonatos también pueden desgastarse hasta alcanzar el tamaño de los típicos granos minerales de arcilla.
Para dar una referencia de escala, una partícula del tamaño de una arcilla es 1/1000 del tamaño de un grano de arena. Esto significa que una partícula de arcilla viajará en un cauce a una velocidad dada del agua 1000 veces más lejos que un grano de arena, y requerirá condiciones de menor agitación para sedimentarse.
La formación de arcilla es bien conocida y puede provenir del suelo generado por la actividad biológica, de cenizas volcánicas y de la glaciación. Las rocas de arcilla antiguas son otro de sus orígenes, porque se desgastan y se desintegran fácilmente. El feldespato, los anfíboles, los piroxenos y el vidrio volcánico son los principales componentes de los minerales arcillosos.

### Fangolita
Una fangolita es una roca sedimentaria silicoclástica que contiene una mezcla de partículas de tamaño limoso y arcilloso (al menos 1/3 de cada tipo).
El término fangolita no debe confundirse con el utilizado en la clasificación de Dunham para las calizas, en la que una fangolita es cualquier piedra caliza que contiene menos del diez por ciento de granos de carbonato. Debe tenerse en cuenta que una fangolita silicoclástica no cuenta con partículas de carbonato. Friedman, Sanders y Kopaska-Merkel (1992) sugieren el uso de "fangolita calcárea" para evitar confusiones con las rocas silicoclásticas.

### Limolita

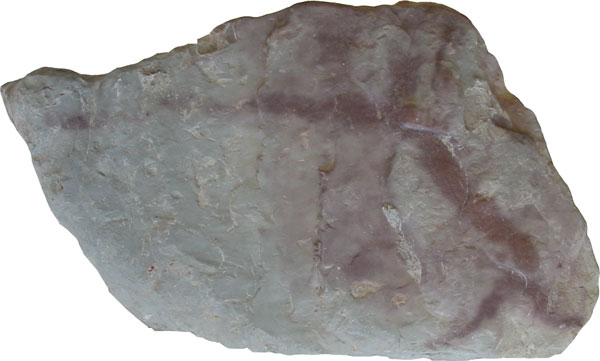
Limolita (Universidad de Tartu, Estonia)

Una limolita es una roca arcillosa litificada no escindible. Para que una roca se llame limolita, debe contener más del cincuenta por ciento de material de tamaño limoso. El limo es cualquier partícula más pequeña que las partículas de arena (1/16 de milímetro), y más grande que las partículas de arcilla (1/256 de milímetro). Se cree que el limo es el producto de la meteorización física, que puede implicar congelación y descongelación, expansión térmica y liberación de presión. La meteorización física no implica ningún cambio químico en la roca, y puede caracterizarse mejor como la disgregación de una roca.
Una de las mayores proporciones de limo que se encuentran en la Tierra se encuentra en el Himalaya, donde las filitas están expuestas a lluvias de entre cinco y diez metros (16 a 33 pies) al año. El cuarzo y el feldespato son los mayores contribuyentes a la gama de partículas limosas, y el limo tiende a no ser cohesivo, ni tampoco plástico; y puede licuarse fácilmente.
Hay una prueba simple que se puede hacer en el campo para determinar si una roca es limolita o no, y es ponerla entre los dientes. Si la roca se percibe como "arenosa", entonces es limolita.

### Esquisto arcilloso

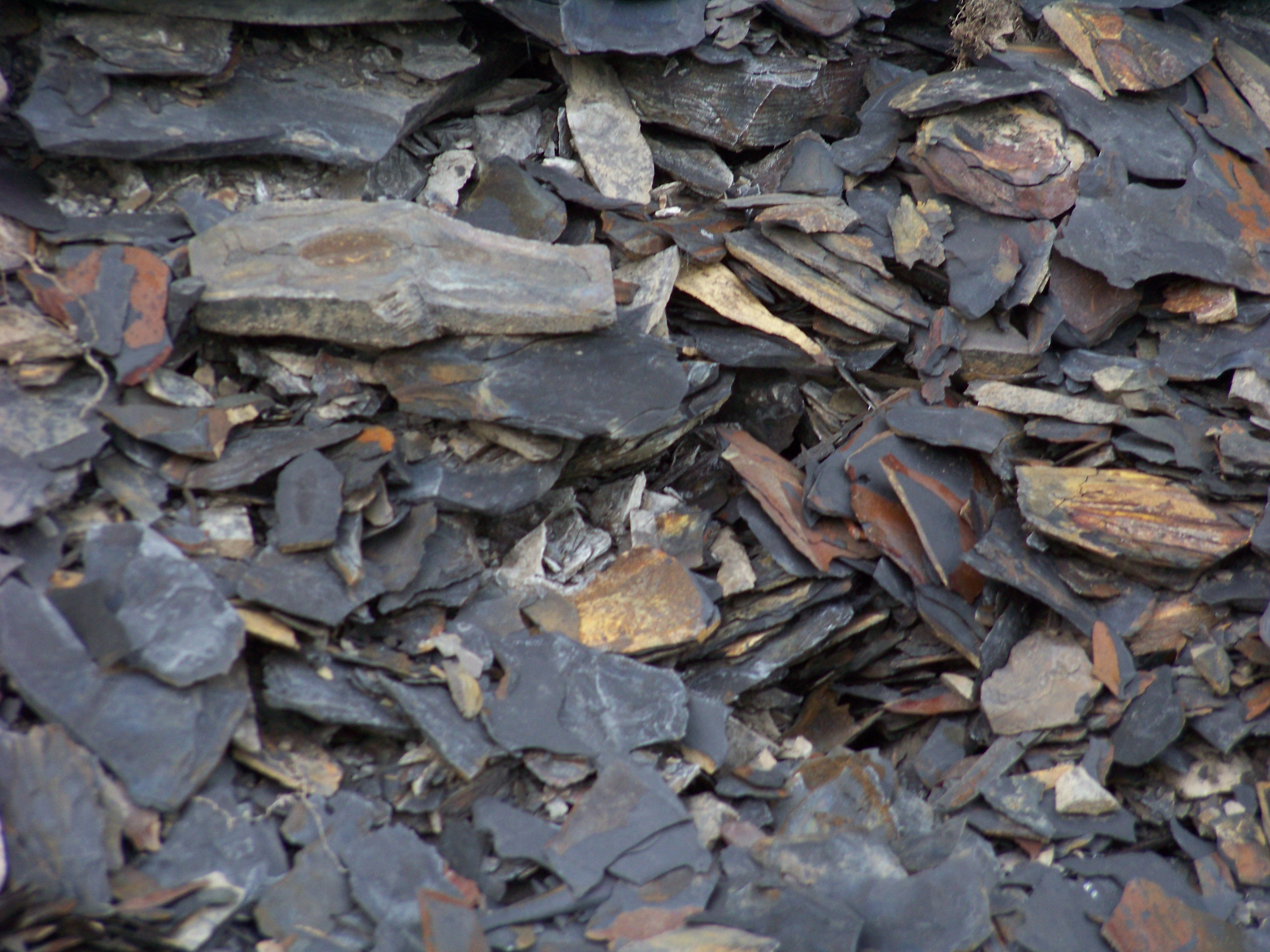
Marcellus Shale, Nueva York

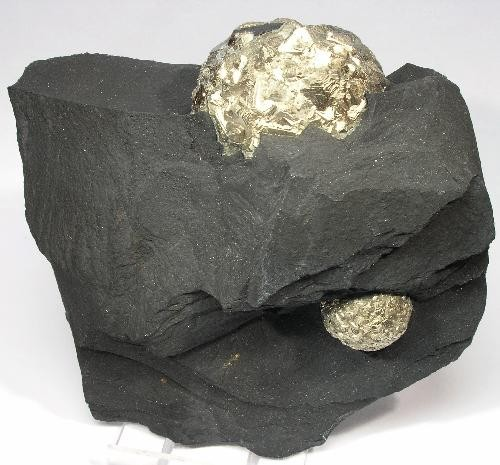
Esquisto arcilloso negro con pirita

El esquisto es una roca arcillosa laminada, dura y de grano fino, que consta de minerales arcillosos y limo de cuarzo y feldespato. Está litificado y es escindible. Debe tener al menos un 50 por ciento de partículas con un tamaño inferior a 0,062 mm. El término se limita a rocas argilíticas o de tipo arcilloso.
Hay muchas variedades de esquistos, incluidos los calcáreos y los ricos en materia orgánica. Sin embargo, el esquisto negro, o esquisto rico en materia orgánica, merece una evaluación más detallada. Para que un esquisto sea considerado un esquisto negro, debe contener más del uno por ciento de carbono orgánico. Una buena roca para la obtención de hidrocarburos puede contener hasta un veinte por ciento de carbono orgánico, que generalmente ha recibido de algas descompuestas para formar un lodo conocido como sapropel. Cuando este lodo se ve sometido a una presión correspondiente a una profundidad de entre tres y seis kilómetros y a una temperatura de entre 90 y 120 °C, formará querógeno, un material que una vez calentado puede producir hasta 10-150 galones americanos (0-0,6 m³) de productos petrolíferos y de gas natural por tonelada de roca.

### Pizarra

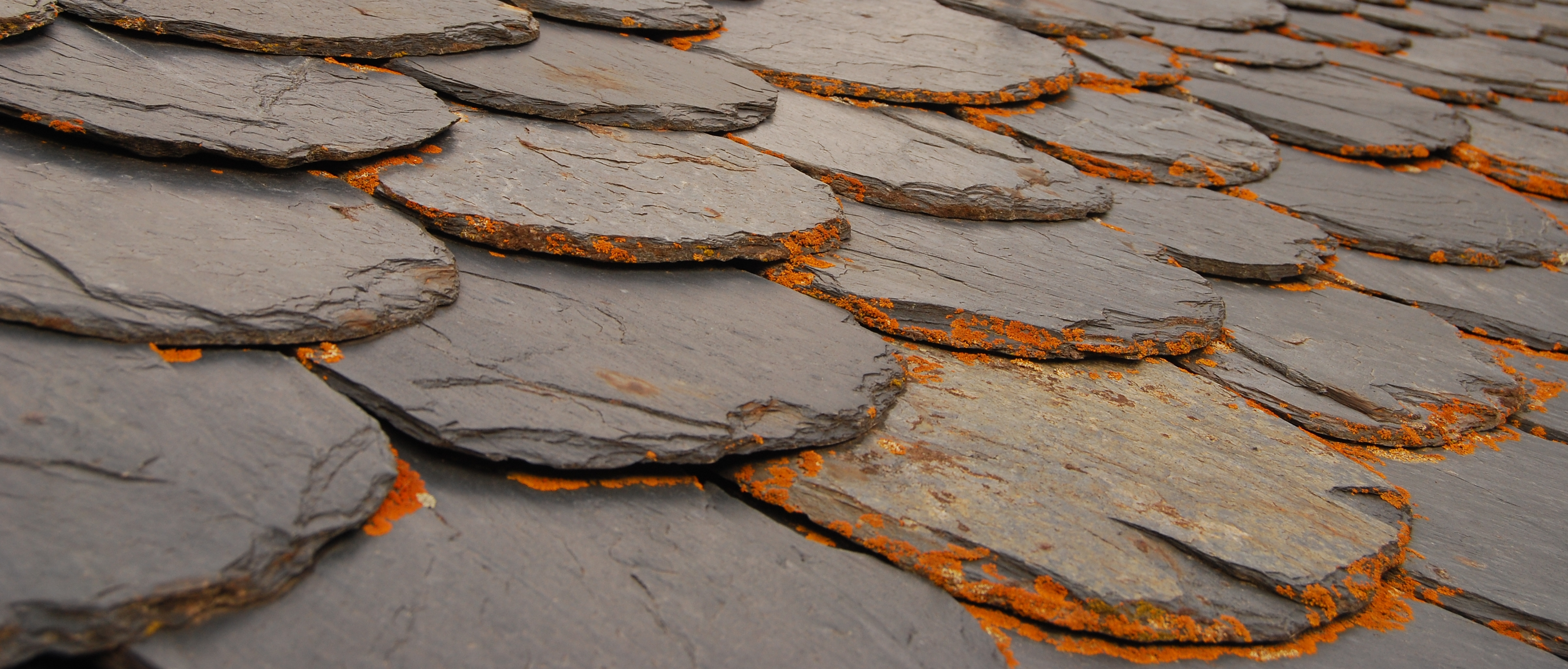
Tejado de pizarra

La pizarra es una roca arcillosa metamórfica dura y frágil, que posee una fisibilidad bien desarrollada. El proceso metamórfico implica que el material ha estado sometido a temperaturas comprendidas entre 200 y 250 °C, o a condiciones de deformación extremas. Dado que la pizarra se forma en el dominio inferior del ámbito metamórfico, conserva su estratificación y se puede definir como una roca dura de grano fino en función de la presión y la temperatura a las que ha estado sometida.
A menudo se usa para cubrir tejados y suelos, o sirve para levantar paredes. Como material de construcción, tiene una apariencia atractiva gracias a su textura laminada y suave.

## Formación de rocas arcillosas
La mayoría de las rocas arcillosas se forman en océanos o lagos, porque estos entornos proporcionan las aguas tranquilas necesarias para la deposición de las partículas de grano fino que las integran. Aunque debido a fenómenos orogénicos se pueden encontrar en todos los entornos de depósito de la Tierra, la mayoría se localizan en lagos y océanos.

### Transporte y suministro de partículas finas
Las fuertes lluvias proporcionan el movimiento cinético necesario para el transporte de partículas arcillosas, fangosas y limosas. El sudeste asiático, incluidos Bangladés y la India, recibe grandes cantidades de lluvia de los monzones, que luego arrastran sedimentos procedentes del Himalaya y de las áreas circundantes hasta el océano Índico.
Los climas cálidos y húmedos son mejores para erosionar las rocas, y hay más fango en las plataformas oceánicas frente a las costas tropicales que en las plataformas templadas o polares. El sistema amazónico, por ejemplo, tiene la tercera mayor carga de sedimentos de la Tierra, con intensas lluvias que arrastran hasta el océano Atlántico partículas de arcilla, fango y limo desde los Andes en Perú, Ecuador y Bolivia.
Los ríos, las olas y las corrientes costeras separan el limo, el fango y la arcilla de la arena y de la grava debido a sus diferentes velocidades de sedimentación. Los ríos más largos, con pendientes bajas y grandes cuencas hidrográficas, tienen una gran capacidad para arrastrar fangos. El río Misisipi es un buen ejemplo de un río largo y de baja pendiente con una gran cantidad de agua, capaz de arrastrar partículas desde su cabecera en el norte y depositarlas en su delta.

### Formación de sedimentos
A continuación se incluye una lista de distintos ámbitos que actúan como fuentes, modos de transporte a los océanos y ambientes de deposición necesarios para la generación de rocas arcillosas.

#### Ambientes aluviales
El Ganges en la India, el Amarillo en China y el Bajo Misisipi en los Estados Unidos son buenos ejemplos de valles aluviales. Estos sistemas disponen de fuentes continuas de agua y pueden aportar materiales mediante la sedimentación en sus riberas de los fangos y limos que se depositan durante las inundaciones, así como cuando se produce el estrangulamiento de un meandro.
Para que exista un valle aluvial, debe haber una zona muy elevada, generalmente levantada por un movimiento tectónico activo, y una zona más baja, que actúa como conducto para el agua y los sedimentos que se dirigen hacia el océano.

#### Glaciares
Las glaciaciones generan grandes cantidades de suelos, que acaban siendo depositados en lagos glaciares. Los propios glaciares pueden a su vez erosionar con facilidad formaciones de rocas arcillosas, y este proceso incrementa su capacidad de arrastrar arcillas y limos.
El hemisferio norte contiene el 90 por ciento de los lagos del mundo con más de 500 km (310,7 mi) de longitud, en su mayor parte creados por la dinámica de los glaciares. Los depósitos lacustres formados por las glaciaciones, incluidas zonas de profunda erosión, son abundantes en numerosas zonas de la corteza terrestre.

#### Lagos no glaciares
Aunque los glaciares han generado el 90 por ciento de los lagos del hemisferio norte, no son responsables de la formación de lagos antiguos, que son los más grandes y profundos del mundo y albergan hasta el veinte por ciento de las reservas de petróleo actuales. También son la segunda fuente más abundante de rocas arcillosas, solo por detrás de las de origen marino.
Los antiguos lagos deben su abundancia de rocas arcillosas a su larga vida y a sus gruesos depósitos, con estratos condicionados en su generación por los cambios en la concentración de oxígeno y en la pluviometría, y que ofrecen una consistente cronología secuencial de la evolución del paleoclima.

#### Deltas

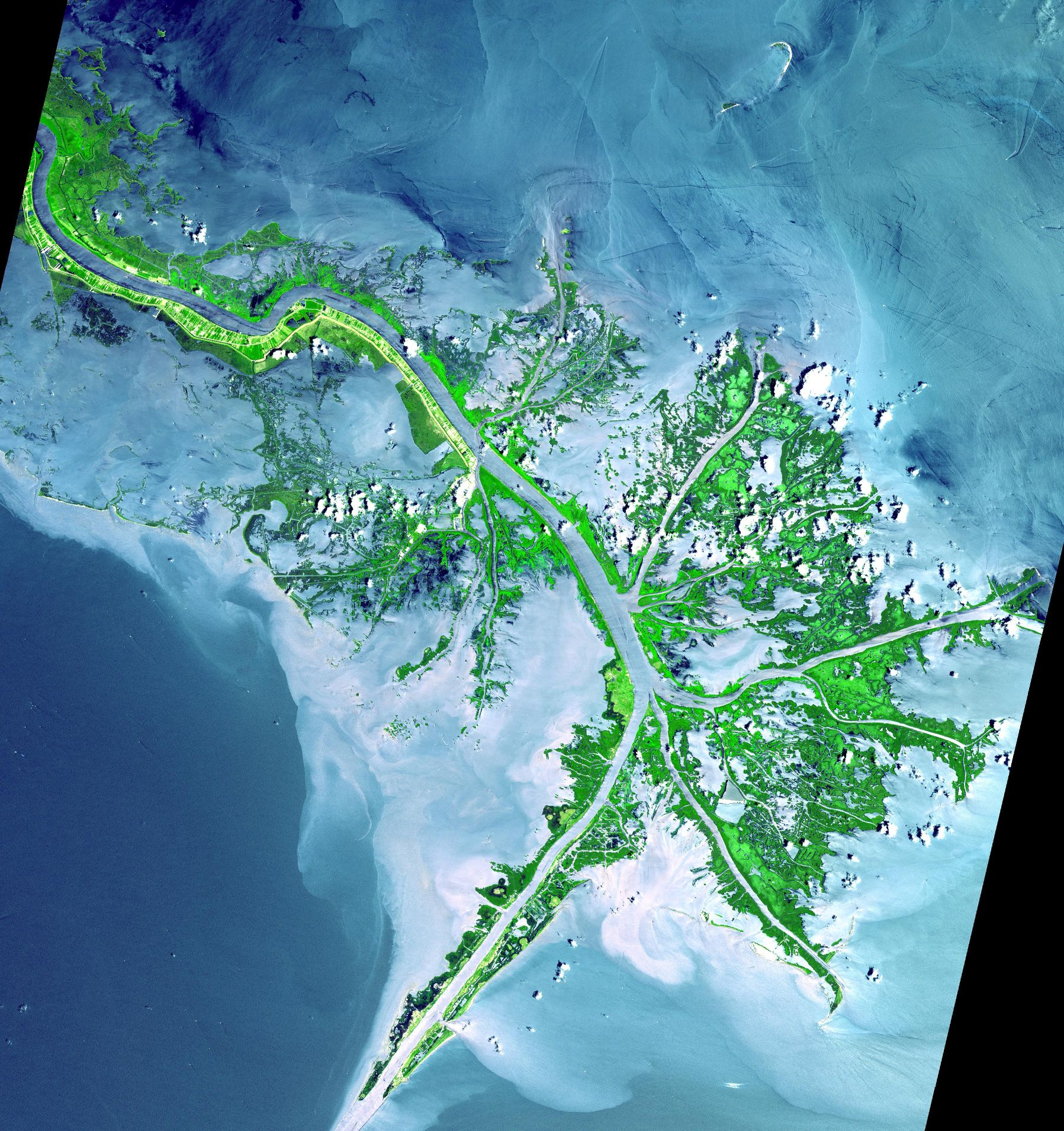
Vista satelital del delta del Misisipi

Un delta es un depósito terrestre o subacuático formado donde los ríos o arroyos depositan sedimentos en un cuerpo de agua. Los deltas, como el del Misisipi y el del Congo, tienen un enorme potencial para el depósito de sedimentos y pueden transportar partículas granulares a las aguas profundas del océano. Se localizan en las desembocaduras de los ríos, donde sus aguas se vuelven más lentas a medida que desembocan en un mar, depositando el limo y la arcilla que transportan.
Los deltas de baja energía, en los que se deposita una gran cantidad de fangos, se encuentran en lagos, golfos, mares y pequeños océanos, donde las corrientes costeras no son muy fuertes. Los deltas ricos en arena y grava son deltas de alta energía, donde dominan las olas y el lodo y el limo se alejan de la desembocadura del río.

#### Costas
Las corrientes costeras, la aportación de fangos y las olas son un factor clave en la deposición de partículas en la costa. El río Amazonas arrastra 500 millones de toneladas de sedimentos, en su mayoría arcilla, a la región costera del noreste de América del Sur. 250 millones de estas toneladas de sedimentos se mueven a lo largo de la costa, donde se depositan. El fango acumulado tiene más de 20 metros (65 pies) de espesor y se extiende 30 kilómetros (18,6 mi) hacia el interior del océano.
Gran parte de los sedimentos transportados por el Amazonas pueden provenir de la cordillera de los Andes, de forma que la distancia final recorrida por estas partículas arrastradas por el río es de unos 6000 km (3700 mi).

#### Ambientes marinos
El 70 por ciento de la superficie de la Tierra está cubierta por océanos, y en los ambientes marinos es donde se encuentra la mayor proporción de rocas arcillosas del mundo. Estos depósitos se caracterizan por su continuidad sobre el fondo de los océanos, a diferencia de las masas de rocas arcillosas continentales, que aparecen confinadas en determinadas regiones.
En términos comparativos, los continentes se pueden considerar administradores temporales de fangos y limos, mientras que el destino final a largo plazo de los sedimentos formadores de rocas arcillosas son los océanos. El ciclo de las rocas arcillosas que figura a continuación permite comprender los procesos de enterramiento y de resurgimiento de las diversas partículas.
Hay varios entornos en los océanos, que incluyen fosas de aguas profundas, llanuras abisales, montes submarinos volcánicos, márgenes de placas convergentes, divergentes y en plena transformación. Las masas continentales no son la única fuente importante de sedimentos oceánicos, sino que también contribuyen a su formación los organismos que viven dentro del propio océano.
Los ríos del mundo transportan el mayor volumen de cargas suspendidas y disueltas de arcilla y limo al mar, donde se depositan en las plataformas oceánicas. En los polos, los glaciares y los depósitos de hielo flotante caen directamente al fondo del mar. Los vientos pueden proporcionar material de grano fino de las regiones áridas, y las erupciones volcánicas explosivas también contribuyen. Todas estas fuentes varían en la tasa de su contribución a la generación de sedimentos.
Las partículas se mueven a las partes más profundas de los océanos por gravedad, y los procesos en el océano son comparables a los que se producen en las masas continentales.
La ubicación tiene un gran impacto en los tipos de rocas arcillosas que se encuentran en los ambientes oceánicos. Por ejemplo, el río Apalachicola, que drena en los subtrópicos de los Estados Unidos, transporta entre un sesenta y un ochenta por ciento de lodo de caolinita, mientras que el Misisipi transporta solo entre un diez y un veinte por ciento de caolinita.

### El ciclo de las rocas arcillosas
Se puede imaginar el comienzo de la vida como sedimento de una roca arcillosa en la cima de una montaña, que puede haber sido levantada por la tectónica de placas o ser impulsada al aire por un volcán. Este sedimento está expuesto a la lluvia, el viento y la gravedad, que golpean y rompen la roca provocando su meteorización. Los productos de la meteorización, incluidas partículas que van desde arcilla hasta limos, guijarros y cantos rodados, se transportan a las cuencas situadas a menor altitud, donde pueden solidificarse para formar alguno de los muchos tipos de rocas arcillosas sedimentarias.
Finalmente, los materiales sedimentarios podrán quedar sepultados a varios kilómetros de profundidad en el subsuelo, donde la presión y la temperatura los transformarán en un gneis. Este material metamórfico volverá a salir a la superficie debido a procesos orogénicos o volcánicos, y todo el proceso comenzará de nuevo.

## Propiedades importantes

### Color
Las rocas arcillosas pueden presentar distintos colores, que incluyen: rojo, morado, marrón, amarillo, verde y gris, e incluso negro. Los tonos de gris son más comunes en las rocas formadas por arcillas, y los colores más oscuros de negro provienen de materiales orgánicos ricos en carbono. Las rocas arcillosas de color verde se forman en condiciones reductoras, donde la materia orgánica se descompone en presencia de hierro férrico. También se pueden encontrar en ambientes marinos, donde las especies pelágicas o que flotan libremente se asientan por debajo del agua y se descomponen en los fangos. Las rocas arcillosas rojas se forman cuando el hierro que contienen se oxida y, dependiendo de la intensidad del rojo, se puede determinar si la roca se ha oxidado por completo.

### Fósiles

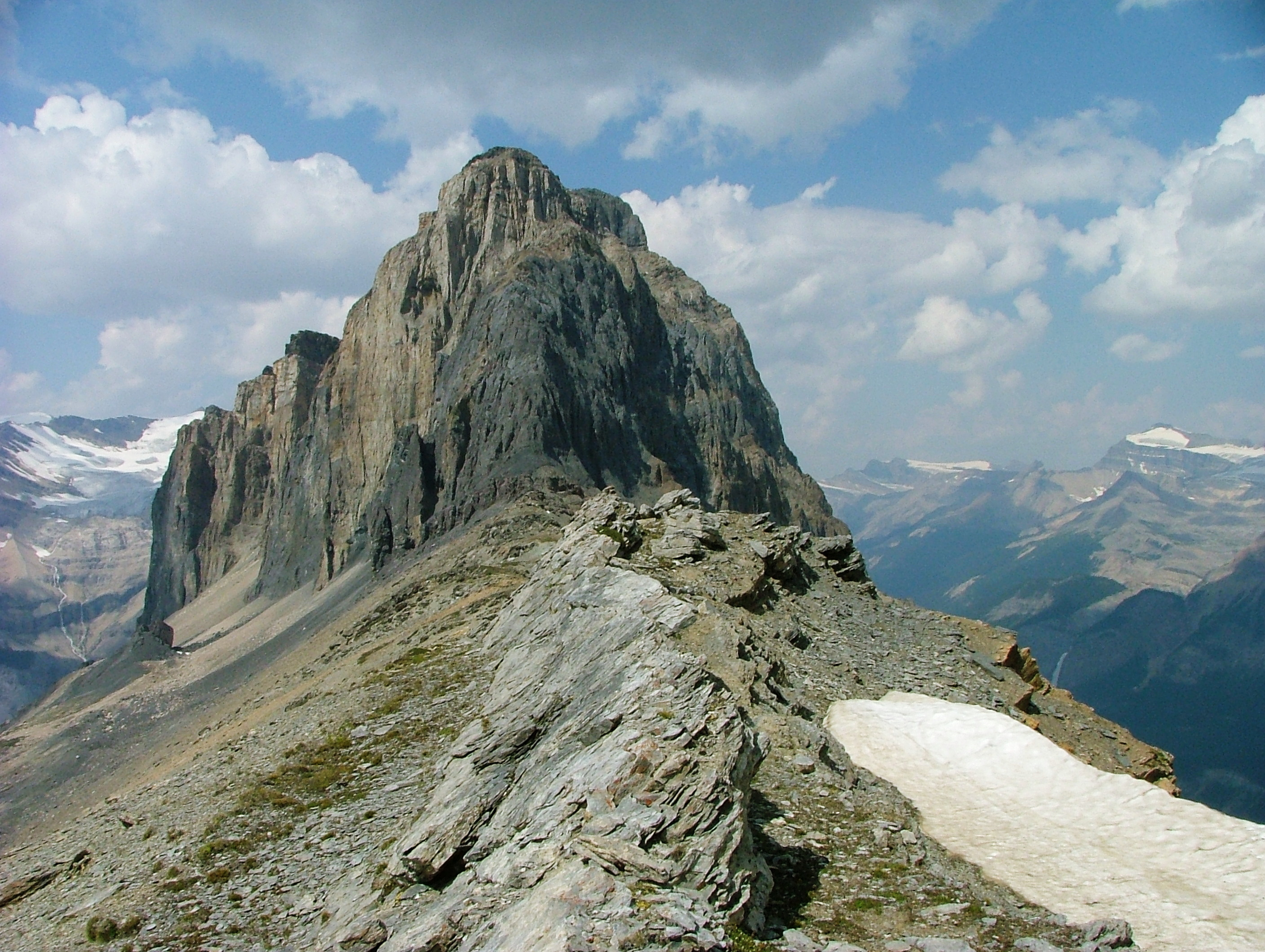
Vista de Burgess Shale

Los fósiles están bien conservados en formaciones de rocas arcillosas porque la matriz de grano fino los protege de la erosión, la disolución y otros procesos de desgaste. Los fósiles son particularmente importantes para caracterizar ambientes del pasado. Los paleontólogos pueden observar un área específica y determinar la salinidad, la profundidad del agua, su temperatura y turbidez, y las tasas de sedimentación con la ayuda del tipo y la abundancia de fósiles en las rocas arcillosas.
Una de las formaciones de rocas arcillosas más famosas son los esquistos de Burgess. Localizados en el oeste de Canadá, se formaron durante el período Cámbrico. En este lugar, las criaturas de cuerpo blando fueron preservadas, algunas en su totalidad, gracias a la dinámica de los fangos depositados en el mar. Los esqueletos sólidos son, por lo general, los únicos restos conservados de la vida antigua. Sin embargo, en Burgess Shale se han fosilizado partes duras como huesos, esqueletos y dientes; pero también partes blandas de los organismos como músculos, branquias y sistemas digestivos. Esto ha convertido a Burgess Shale en uno de los yacimientos fosilíferos más importantes del mundo, que conserva innumerables especímenes de especies de 500 millones de años de antigüedad, y su conservación se debe a la transformación de los sedimentos en esquistos arcillosos.
Otra zona digna de mención es la formación Morrison, un área que cubre 3,9 millones de kilómetros cuadrados y que se extiende desde Montana hasta Nuevo México en los Estados Unidos. Se considera uno de los cementerios de dinosaurios más importantes del mundo, y sus numerosos fósiles se pueden encontrar en museos de numerosos países. Este sitio incluye fósiles de dinosaurios de unas pocas especies, incluidos alosauros, diplodocus, estegosauros y brontosauros. También hay peces pulmonados, moluscos de agua dulce, helechos y coníferas. Este depósito se formó durante un período de clima tropical húmedo con lagos, pantanos y ríos, que depositaron capas de materiales sedimentarios. Su transformación en rocas arcillosas preservó innumerables especímenes del Jurásico tardío, de hace aproximadamente 150 millones de años.

### Petróleo y gas natural
Algunas rocas arcillosas, especialmente los esquistos negros, son la fuente y los contenedores de yacimientos petrolíferos en todo el mundo. Dado que las partículas sedimentarias y los materiales orgánicos requieren condiciones de agua tranquilas para su deposición, los yacimientos petrolíferos suelen estar asociados con rocas arcillosas, que tienen baja porosidad, son impermeables y, a menudo (si no se trata de pizarra negra), tienen la capacidad de sellar herméticamente las bolsas de petróleo y de gas natural. Esto hace que la roca arcillosa no se impregne del petróleo que embolsa, salvo que se trate de esquistos negros, que deben procesarse para poder extraer los hidrocarburos que contienen.

## Importancia
Como se señaló anteriormente, las rocas arcillosas constituyen el cincuenta por ciento del registro geológico sedimentario de la Tierra. Están muy extendidas por todo el planeta y son importantes para varias industrias.
El esquisto metamórfico puede contener esmeraldas y oro, y las rocas arcillosas pueden albergar minerales como plomo y zinc. Así mismo, desempeñan un papel fundamental en la preservación de las bolsas de petróleo y de gas natural debido a su baja porosidad, y los ingenieros las utilizan comúnmente para evitar las fugas de fluidos nocivos de los vertederos.
Las areniscas y las rocas carbonatadas registran eventos geológicos de alta energía, y son mucho más fáciles de estudiar. Intercaladas entre estas rocas hay formaciones de rocas arcillosas que han registrado condiciones más tranquilas en la historia de la Tierra, de los que hoy por hoy se tiene un menor conocimiento. Las areniscas proporcionan el panorama tectónico general y algunas indicaciones de la profundidad del agua; las rocas arcillosas registran el contenido de oxígeno, una abundancia y diversidad de fósiles generalmente más rica y una geoquímica con mucha más información asociada.
En reconocimiento de la importancia a veces no apreciada de los fangos y de las rocas arcillosas para las ciencias de la tierra, la Sociedad Geológica de Londres denominó a 2015 como el "Año de los fangos".